# Трифенилметановые красители
Трифенилмета́новые краси́тели (триарилметановые красители) — органические соединения, производные трифенилметана, применяющиеся в качестве красителей. Относятся к более широкой группе арилметановых красителей, в которую, помимо трифенилметановых, входят также дифенилметановые красители. Трифенилметановые красители — одни из первых синтетических красителей, первый представитель класса — фуксин, был описан в 1856 году Якубом Натансоном, а первый промышленный синтез для этого же красителя был разработан в 1859 году.
В современной химии красители арилметанового ряда, включая и трифенилметановые, относят к полиметиновым красителям и рассматривают как разветвлённые полиметины.
Наиболее характерными оттенками этого класса красителей являются красный, фиолетовый, зелёный и синий, при этом красители имеют высокую яркость и интенсивность.

## Номенклатура и классификация
Наиболее важные подгруппы трифенилметановых красителей, выделенные на основе их химического строения:
- диаминотриарилметановые (группа малахитового зелёного);
- триаминотриарилметановые (группа розанилина), например, кристаллический фиолетовый;
- гидрокситриарилметановые (группа розоловой кислоты), являющиеся производными бензаурина.

По способу применения в классе можно выделить следующие разновидности:
- основные красители. Применяются для окраски хлопка по протраве, а также из кислых ванн для шерсти и шёлка;
- кислотные красители. Используются для шерсти и шёлка;
- протравные красители. Используются для протравного окрашивания шерсти и шёлка. На хлопке используются для цветной печати;
- лаки основных и кислотных красителей.

## Химические индикаторы
Трифенилметановые красители широко используются в качестве индикаторов. В зависимости от типа заместителей изменения структуры молекулы приводят к широкой гамме цветных соединений, большинство из которых могут служить химическими индикаторами.
| Название \ Положение   | 2"   | 2  | 3  | 4    | 5    | 2' | 3' | 4'   | 5'   |
| ---------------------- | ---- | -- | -- | ---- | ---- | -- | -- | ---- | ---- |
| Бромтимоловый синий    | SO3− | Br | Br | Oh   | MeEt | Me | Br | OH   | MeEt |
| Бромфеноловый синий    | SO3− | H  | Br | OH   | Br   | H  | Br | OH   | Br   |
| Бромкрезоловый зелёный | SO3− | Me | Br | OH   | Br   | Me | Br | OH   | Br   |
| Крезоловый красный     | SO3− | H  | Me | OH   | H    | H  | Me | OH   | H    |
| Фенолфталеин           | CO2− | H  | H  | OH   | H    | H  | H  | OH   | H    |
| Тимолфталеин           | CO2− | Me | H  | OH   | MeEt | Me | H  | OH   | MeEt |
| Малахитовый зелёный    | H    | H  | H  | NMe2 | H    | H  | H  | NMe2 | H    |